# 찰스 H. 스턴버그

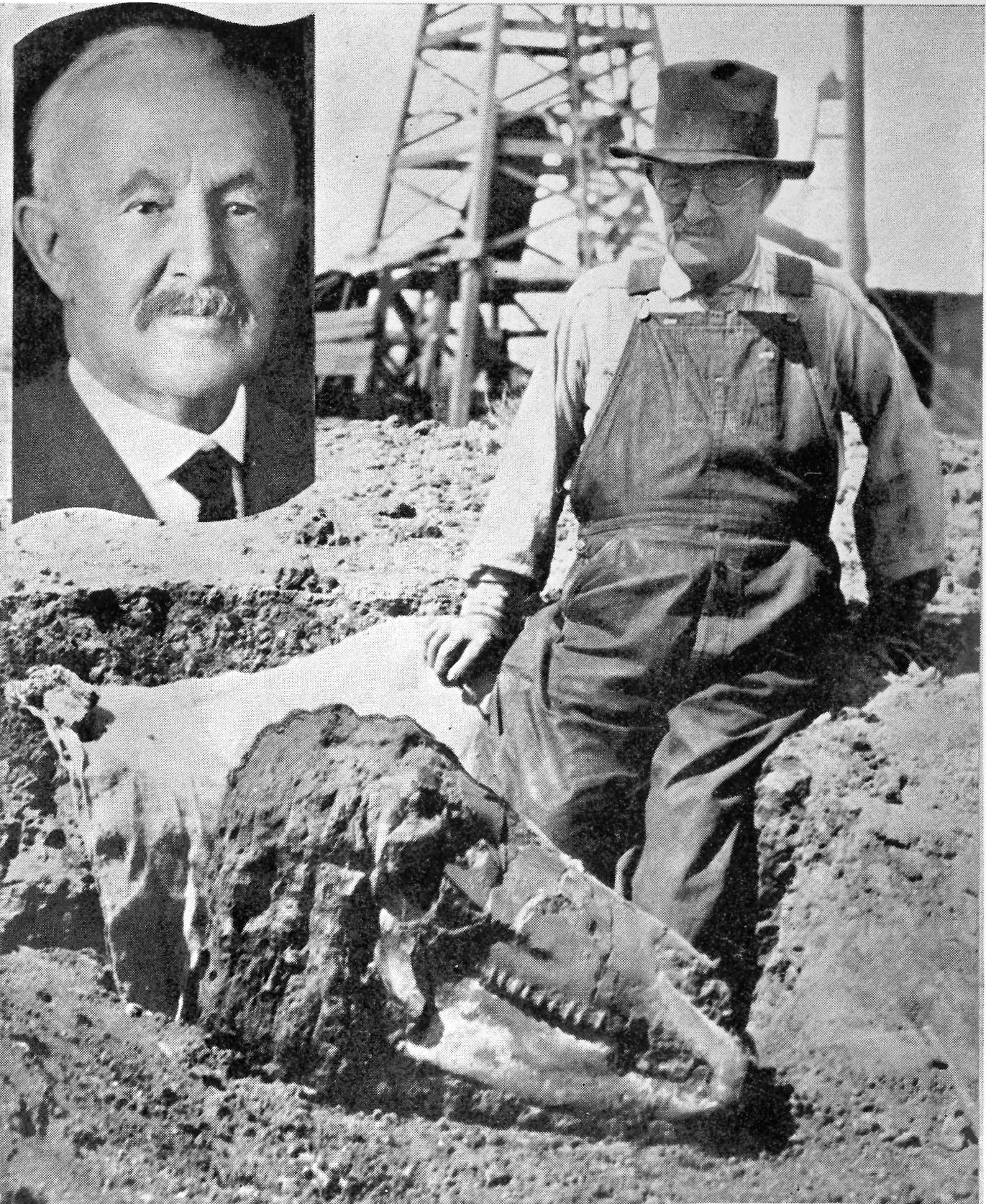

찰스 H. 스턴버그(Charles H. Sternberg, 1850-1943)는 에드워드 드링커 코프의 공룡 수집가로 사회생활을 시작한 사람이다. 그 후 그는 전문 화석 수집가가 되었으며 1876년부터 1900년대 초까지 여러 기관에서 근무했다. 그는 몬태나 주와 남북 다코타 주를 가로질러 캐나다에 이르기까지 여러 지층에서 공룡 화석을 수집했고 아들들과 함께 캐나다 앨버타 주 배들랜즈에서도 중대한 화석들을 발견하고 수집했다. 그가 수집한 화석은 토론토, 오타와, 뉴욕 등 세계 여러 곳의 공룡 기관이 보유한 주요 공룡 화석 자료가 되었다.